# Подлозиевка
Подлозиевка (укр. Підлозіївка) — село в Чернетчинской сельской общине Ахтырского района Сумской области Украины.
Код КОАТУУ — 5920384006. Население по переписи 2001 года составляет 598 человек.

## Географическое положение
Село Подлозиевка находится на правом берегу реки Криничная,
выше по течению на расстоянии в 1 км расположено село Мошенка,
ниже по течению на расстоянии в 1 км расположено село Кардашовка.
Примыкает к городу Ахтырка.
Рядом проходит автомобильная дорога Р-17.

## История
- На территории села Подлозиевка существовали поселения раннего железного и бронзового веков.

## Экономика
- Свинотоварная ферма.
- ЧСП «Надия».
- Производство подсолнечного масла.
- Продуктовый магазин ПП " БОЙКО ".

## Объекты социальной сферы
- Село газифицировано.
- Централизованное водоснабжение (собственная скважина).
- Центральная дорога состоит из каменки и асфальтного покрытия.
- Библиотека.
- Футбольное поле.
- Детская площадка.
- Волейбольное поле.
- Тренажерная площадка.